# Александър Цветков (футболист)
Вижте пояснителната страница за други личности с името Александър Цветков.
Александър Александров Цветков (роден на 31 август 1990 г. в Плевен) е български футболист на Фратрия (Варна) и бивш капитан на младежкия национален отбор на България. Играе като опорен халф, но може да се изявява и като централен защитник. Силният му крак е десният.

## Кариера
Цветков е продукт на ДЮШ на Спартак (Плевен) и Академия Литекс. Започва да тренира футбол през 1996 г. Първият му треньор в Плевен е Здравко Пешаков.
През 2006 г. петнадесетгодишен пристига на проби в Академия Литекс. Първият му треньор в Литекс е Евгени Колев, а по-късно Николай Димитров-Джайч и Петко Петков. С юношеските формации на „оранжевите“ играе два финала на международния юношески турнир „Юлиян Манзаров“ загубени съответно от македонския Пелистер през 2007 г. и 2008 г. от Левски (София).
Официален дебют за първия състав прави на 31 май 2009, когато в мач от А група Литекс побеждава с 1:0 ЦСКА, а тогавашният треньор на „оранжевите“ Станимир Стоилов го пуска като смяна на Вилфрид Нифлор. От сезон 2008/09 е капитан на дублиращия отбор на Литекс. През август 2009 подписва първия си професионален договор с ловчалии който е за срок от 3 години.

## Национален отбор
Първата си повиквателна за юношеския национален отбор получава през 2007 от треньора Альоша Андонов. Там играе предимно като централен защитник. Година по-късно новият наставник на младите лъвчета Михаил Мадански също го кани в състава. На Европейското първенство за юноши до 19 г. през 2008 е извикан на пожар въпреки че е по-малък с година от титулярите . Записва пълни 90 минути в последната среща на тима срещу Испания. На следващата година в квалификационния цикъл за Европейското първенство за юноши род. 1990 г. проведен в Португалия Сашо е капитан на младите лъвчета. С капитанската лента извежда националите срещу връстниците си от Израел, Финландия и домакините от Португалия. Има записани още две срещи срещу Гърция. В края на февруари 2010 г. при дебютната му повиквателна за младежкия национален отбор е избран за негов капитан.

## Семейство
Любовта към спорта наследява от дядо си Атанас Цветков, който от 1947 до 1949 г. е състезател на ЦДНА по футбол. По-късно отбива военната си служба в бившия СССР и в продължение на две години (1951 – 53) е футболист в армейския отбор на Зенит (Санкт Петербург). Баща му Александър Ат. Цветков също е професионален спортист. Републикански шампион със Спартак Плевен по плуване. През периода 1981 – 83 г. отбива военната си служба в ЦСКА с които достига до Националния отбор. Един от факлоносците на олимпийския огън по трасето Плевен-Русе за Летните олимпийски игри в Москва 1980 г.

## Успехи
Литекс Ловеч
- Шампион (2): 2009/10, 2010/11
- Купа на България (2): 2008, 2009
- Суперкупа на България – 2010